# Кольцов, Александр Серафимович
Александр Серафимович Кольцов (1 января 1934, Киев, Украинская ССР — 15 февраля 2006, там же) — советский футболист, полузащитник, тренер. Мастер спорта СССР (1955).

## Биография
Воспитанник ДЮСШ Лисичанск. С 1949 года играл в местном «Химике». Выступал в чемпионате СССР за «Динамо» Киев (1953—1959, 42 игры, 4 гола) и «Шахтёр» Сталино (1959—1960, 10 игр, два гола). В классе «Б» играл в составе клубов «Авангард» Тернополь (1962), «Карпаты» Львов (1963—1964). Завершил карьеру игрока в клубе КФК «Большевик» Киев (1964, 1966—1967).
Обладатель Кубка СССР 1954.
Тренер (1971, с июня 1972) и старший тренер (сентябрь 1973 — сентябрь 1974) «Спартака» Ивано-Франковск. Главный тренер «Спартак» Глухов, тренер «Нива» Карапыши (1992—1993).
Работал футбольным судьёй.
Скончался 15 января 2006 года. Похоронен на городском кладбище Киева.